# فالون تولیس-جویس
فالون آبایگیل تولیس-جویس (زادهٔ ۱۹ اکتبر ۱۹۹۶) یک بازیکن حرفه‌ای فوتبال اهل آمریکا است که به عنوان دروازه‌بان برای باشگاه انگلیسی منچستر یونایتد در سوپر لیگ زنان بازی می‌کند.
او قبلاً در فوتبال دانشگاهی برای میامی هرکینز و به صورت حرفه‌ای برای باشگاه فرانسوی استاد رنس در دویژن ۱ فمینین و باشگاه فوتبال رین در لیگ ملی زنان بازی کرده است.

## زندگی اولیه و تحصیلات
تولیس-جویس که در لانگ آیلند نیویورک به دنیا آمد و بزرگ شد، به دبیرستان لانگ‌وود رفت. او پنج سال به عنوان بازیکن تیم مدرسه فعالیت کرد و عنوان ارزشمندترین بازیکن (MVP) را به خود اختصاص داد. او که برنده چندین جایزه شده بود، در سه فصل آخر حضورش به عنوان بهترین بازیکن لیگ، کنفرانس و استان انتخاب شد و در سال ۲۰۱۲ به عنوان بهترین بازیکن لیگ ۱ شناخته شد. او همچنین در سال‌های ۲۰۱۲ و ۲۰۱۳ به تیم ایالتی دعوت شد.
تولیس-جویس در تیم باشگاهی مچ فیت کالچسترز بازی کرد و به این تیم کمک کرد تا در سال ۲۰۱۳ قهرمان لیگ ملی جوانان آمریکا شود. او قبلاً برای تیم‌های فارمینگدیل یونایتد و وپسل وستچستر الیت بازی کرده بود. همچنین در برنامه توسعه المپیک شرق نیویورک و تیم منطقه‌ای این برنامه نیز حضور داشت.
او به دانشگاه میامی رفت و در آنجا برای تیم فوتبال زنان میامی هرکینز بازی کرد. در سال اول حضورش، او در ۹ بازی به عنوان دروازه‌بان اصلی به میدان رفت، ۲۴ مهار انجام داد و ۱۳ گل دریافت کرد، و در پنج مسابقه کمتر از یک گل دریافت کرد. او در کنفرانس ساحل اقیانوس اطلس (ACC) در رده نهم میانگین کلین‌شیت در هر بازی (۰٫۲۲) قرار گرفت. در سال دوم، او به عنوان دروازه‌بان اصلی انتخاب شد و به تیم آکادمیک برتر کنفرانس ساحل اقیانوس اطلس دعوت شد. همچنین در سپتامبر ۲۰۱۶، عنوان بهترین بازیکن دفاعی کنفرانس ساحل اقیانوس اطلس و عنوان بازیکن هفته را به خود اختصاص داد.

## دوران باشگاهی

### رنس، ۲۰۱۹–۲۰۲۱
تولیس-جویس برای رفتن به تیم‌های باشگاهی در سال ۲۰۱۹ لیگ ملی زنان اعلام آمادگی کرد، اما از سوی هیچ تیمی انتخاب نشد. او در تاریخ ۱۹ ژانویه ۲۰۱۹ با باشگاه فرانسوی استاد رنس در دویژن ۲ قرارداد امضا کرد. او اولین بازی خود را در ۱۴ آوریل ۲۰۱۹ در پیروزی ۴–۰ مقابل تیم برست انجام داد. این تیم در پایان فصل به عنوان قهرمان به دویژن ۱ صعود کرد. در فصل ۲۰۱۹–۲۰، او در ۱۶ مسابقه به عنوان دروازه‌بان اصلی حضور داشت. تیم رنس با رکورد ۴ برد، ۹ شکست و ۳ مساوی در رده هشتم جدول قرار گرفت. در فصل ۲۰۲۰–۲۱، او در تمام ۲۲ مسابقه لیگ به عنوان دروازه‌بان اصلی حضور داشت. تیم رنس با رکورد ۹ برد، ۱۰ باخت و ۳ مساوی در جایگاه ششم فصل را به پایان رساند.

### باشگاه فوتبال رین، ۲۰۲۱–۲۰۲۳
در تاریخ هشتم آوریل ۲۰۲۱، فالن تولیس-جویس قراردادی یک و نیم ساله با باشگاه آمریکایی رین امضا کرد. در طول فصل ۲۰۲۱، او دروازه‌بان ذخیره بود و تنها یک بار در این فصل به میدان رفت. رین در پایان فصل با رکورد ۱۳ برد، ۸ باخت و ۳ مساوی در جایگاه دوم قرار گرفت. پس از صعود به پلی‌آف، آنها توسط قهرمانان نهایی، واشینگتن اسپیریت، حذف شدند.
پس از جدایی دروازه‌بان اصلی تیم رین، تولیس-جویس در فصل ۲۰۲۲ دروازه‌بان اصلی شد و در تمامی ۳۰ مسابقه به میدان رفت. او پنج بار برنده «سیو هفته» شد و به عنوان بازیکن تیم منتخب ماه در ماه مه انتخاب گردید و جوایز تیم منتخب چالش کاپ را نیز کسب کرد. او همچنین برای عنوان دروازه‌بان سال لیگ نامزد شد. در سال ۲۰۲۲، او قراردادی جدید تا فصل ۲۰۲۴ با رین امضا کرد.

### منچستریونایتد، ۲۰۲۳–اکنون
در تاریخ ۱۴ سپتامبر ۲۰۲۳، تولیس-جویس به منچستریونایتد پیوست. باشگاه مبلغ ۱۶۰٬۰۰۰ دلار به عنوان حق ترانسفر پرداخت کرد که رکوردی برای دروازه‌بانان زن محسوب می‌شود. او در تاریخ ۱۸ آبان ۱۴۰۲، در یک بازی که با نتیجه ۷–۰ در مرحله گروهی اف‌ای کاپ زنان برگزار شد، به میدان رفت و در این بازی دروازه‌اش را بسته نگه داشت. تولیس-جویس در تمامی چهار بازی مرحله گروهی بازی کرد. منچستریونایتد به عنوان نایب قهرمان گروه قرار گرفت اما نتوانست به مرحله حذفی صعود کند.

## کارنامه بین‌المللی
در ژوئن ۲۰۲۲، تولیس-جویس در فهرست ۵۹ نفره بازیکنان موقت تیم ملی فوتبال زنان ایالات متحده قرار گرفت.

## زندگی شخصی
تولیس-جویس در رشته زیست‌شناسی دریایی تحصیل کرده و یک غواص علمی دارای گواهینامه است.